# Seven Seas Entertainment
Seven Seas Entertainment ist ein US-amerikanischer Verlag für Mangas und Light Novels sowie Webcomics.
Der Verlag wurde Ende 2004 von Jason DeAngelis gegründet, im ersten Jahr wurden englischsprachige Comics im Manga-Stil veröffentlicht, bald wurden ins Englische übersetzte Werke aus Japan zum Schwerpunkt.
2016 wurde mit S7 Games ein Verlag für Tabletop-Spiele gegründet.

## Reihen (Auswahl)
- Akuma no Riddle
- Aoki Hagane no Arpeggio
- Chugworth Academy
- Citrus
- Dance in the Vampire Bund
- Girls und Panzer
- Haganai
- Kuma Kuma Kuma Bear
- Jitsu wa Watashi wa
- Kanokon
- Love Trouble
- Made in Abyss
- Die Monster Mädchen
- Servamp
- Yunas Geisterhaus